# Reconnexion magnétique

Reconnexion magnétique: Ce schéma est une coupe à travers quatre domaines magnétiques séparés par une interface propice à un phénomène de reconnexion. Deux séparatrices (voir texte) divisent l'espace en quatre domaines magnétiques avec un point critique (de stagnation) au centre de la figure. Les larges flèches jaunes indiquent le mouvement général du plasma. Les lignes magnétiques et le plasma qui les porte s'écoulent vers le centre à partir du haut (lignes rouges) et du bas (lignes bleues) de l'image, reconnectent au niveau de la zone critique, puis s'évacuent vers l'extérieur à gauche et à droite. Une feuille de courant (indiquée par les croix) peut se former au niveau de la zone de reconnexion. Le processus n'est pas encore parfaitement compris ni décrit. Une fois lancé, il peut se développer beaucoup plus rapidement que ce qui est actuellement prédit par les modèles standard.

La reconnexion magnétique est un processus physique dans les plasmas fortement conducteurs, par lequel la topologie du champ magnétique est ré-arrangée et une partie de l'énergie magnétique est convertie en énergie cinétique, thermique et en accélération de particules. Ce phénomène se développe sur une échelle de temps intermédiaire entre la diffusion résistive lente du champ magnétique et l'échelle rapide d'Alfvén.

## Notions de base
Selon la théorie de la  magnétohydrodynamique (MHD) résistive, la reconnexion se produit parce que la résistivité électrique du plasma près de la couche limite s'oppose au courant électrique nécessaire pour soutenir le changement de topologie du champ magnétique. Le besoin d'un tel courant électrique est illustré par une des équations de Maxwell, 
{\displaystyle \nabla \times \mathbf {B} =\mu \mathbf {J} +\mu \epsilon {\frac {\partial \mathbf {E} }{\partial t}}.}
La résistivité de la nappe de courant permet au flux magnétique des deux côtés de diffuser à travers la nappe de courant, annulant ainsi le flux de l'autre côté de la limite. Quand cela arrive, le plasma est poussé vers l'extérieur par les forces de tension magnétique le long des lignes magnétiques. La baisse de pression qui en résulte attire encore plus de plasma et de flux magnétique vers la région centrale, enclenchant un processus auto-entretenu.
Un problème actuel en physique des plasmas est que les phénomènes de reconnexion observés se produisent beaucoup plus vite que ce que prédit la MHD dans les plasmas à grand nombre de Lundquist : les éruptions solaires, par exemple, avancent à quelque 13 à 14 ordres de grandeur plus vite que ce que suggérerait un calcul simple et naïf, et encore plusieurs ordres de grandeur plus vite que les modèles théoriques actuels plus élaborés, qui incluent la turbulence et les effets cinétiques. Deux théories concurrentes essaient d'expliquer ces écarts. L'une postule que la turbulence électromagnétique dans la couche limite est suffisamment importante pour diffuser les électrons, augmentant ainsi la résistivité locale du plasma. Cela permettrait au flux magnétique de diffuser plus rapidement. 

## Caractéristiques

### Interprétation physique
Qualitativement, le processus de reconnexion peut se décrire comme suit. Les lignes de champ magnétique de différents domaines magnétiques (définis ici par la connectivité de leurs lignes de champ) se cassent et se raccordent à celles d'un autre domaine, modifiant ainsi leur schéma de connectivité. Cela peut se produire lorsque l'approximation dite de champ gelé n'est plus appropriée pour décrire le plasma et peut concentrer de l'énergie mécanique ou magnétique à la fois dans l'espace et le temps. Les éruptions solaires, les plus fortes explosions du système solaire, impliquent probablement la reconnexion de vastes régions de flux magnétiques à la surface du Soleil, libérant en quelques minutes l'énergie magnétique qui a été stockée dans le champ magnétique pendant des heures ou des jours. La reconnexion magnétique dans la magnétosphère terrestre est un des mécanismes responsable des aurores polaires. Il se produit dans la magnétosphère terrestre lors d'activités solaires importantes et engendre des orages magnétiques. Les astronomes pensent qu'il pourrait aussi jouer un rôle important pour l'accélération de particules en astrophysique des très hautes énergies, par exemple dans l'environnement des Noyaux Actifs de Galaxies. Sur Terre, le phénomène de reconnexion représente l'une des difficultés rencontrées lors des expériences de fusion par confinement magnétique.
Dans un plasma bon conducteur électrique, les lignes de champ magnétique sont groupées par domaine, constituant des faisceaux de lignes magnétiques connectées d'un lieu à l'autre, topologiquement distinctes des lignes des domaines avoisinants. Cette topologie est généralement préservée même quand le champ magnétique lui-même est fortement perturbé par la présence de courants variables ou le mouvement de sources magnétiques. En effet, selon la loi de Lenz, l'éventuelle variation de champ crée de forts courants induits dans le plasma conducteur, qui s'opposent à cette variation, et par conséquent s'opposent au changement de topologie des lignes de champ. La reconnexion exige de dépasser cette contre-réaction. 

### Types de reconnexion
À deux dimensions, l'exemple le plus courant de reconnexion magnétique considère quatre domaines magnétiques séparés qui 'échangent' des lignes de champ. Les domaines sont séparés par des séparatrices, surfaces courbées dans l'espace qui séparent différent faisceaux de flux magnétiques. Géométriquement parlant, ces séparatrices peuvent être comparées aux membranes de type fascia qui séparent les muscles dans un organisme, car les lignes de champ d'un côté de la séparatrice se terminent toutes à un même pôle magnétique, alors que celles de l'autre côté de la séparatrice se terminent à un pôle différent de même signe. Comme chaque ligne de champ démarre généralement à un pôle magnétique nord et se termine à un pôle magnétique sud, la méthode la plus générale pour diviser des systèmes de flux magnétiques simples implique quatre domaines séparés par deux séparatrices: la surface d'une séparatrice divise le flux en deux faisceaux, chacun d'entre eux partageant un même pôle sud, et la surface de l'autre séparatrice divise le flux en deux faisceaux, chacun d'entre eux partageant un même pôle nord. L'intersection des deux séparatrices forme un séparateur, qui en trois dimensions est une simple ligne à la frontière entre les quatre domaines magnétiques. Dans ce type de reconnexion à séparateur, les lignes de champ arrivent vers le séparateur à partir de deux des domaines, se reconnectent, et ressortent du séparateur dans les deux autres domaines (voir figure). 
En trois dimensions, la géométrie des lignes de champ devient plus compliquée et il est possible que la reconnexion se produise dans des régions où il n'existe pas de séparateur, mais alors où les lignes de champ sont reliées par des gradients abrupts. Ces régions sont connues comme des quasi-separatrix layers (QSLs) (couches quasi-séparatrices), et ont été observées dans des configurations théoriques et des éruptions solaires,.